# Körlitz
Körlitz ist ein Ortsteil der Gemeinde Lossatal im Landkreis Leipzig in Sachsen. Der Ort liegt östlich des Kernortes Wurzen an den Kreisstraßen K 8313 und K 8314. Unweit südwestlich des Ortes erhebt sich der 147 m hohe Großer Büsenberg und unweit südlich der 151 m hohe Kleiner Büsenberg. Südlich verläuft die B 6.

## Kulturdenkmale
In der Liste der Kulturdenkmale in Lossatal sind für Körlitz fünf Kulturdenkmale aufgeführt, darunter
- die 1772 errichtete, im Kern aber ältere Dorfkirche Körlitz. Die schlichte barocke Saalkirche, im Kern mittelalterlich – wohl romanisch, ist ein verputzter Massivbau mit Satteldach, geradem Ostschluss, Korbbogenfenstern, barockem verschiefertem Dachreiter und großen Stützpfeilern. Die Anbauten tragen ein Pultdach.